# Abalone (Spiel)
Abalone ist ein Brettspiel für zwei Personen, das von den französischen Spieleautoren Michel Lalet und Laurent Lévi 1987 entwickelt wurde. Abalone gewann 1988 beim Concours International de Créateurs de Jeux de Société und im selben Jahr wurde es vom Verlag Abalone Games veröffentlicht. Mittlerweile wird das Spiel international von verschiedenen Verlagen vertrieben, seit 1997 von Hasbro unter dem Label Parker Brothers. Es erhielt den Super As d’Or 1989, befand sich auf der Auswahlliste zum Spiel des Jahres 1989 und wurde als eines von fünf Spielen bei den Mensa Select Mind Games 1990 ausgewählt. 1998 erhielt es den As d’Or als „Spiel des Jahrzehnts“.

## Spielbeschreibung
Abalone wird auf einem sechseckigen Spielfeld mit 61 Lücken gespielt. Am Rand werden jeweils 14 weiße und schwarze Kugeln aufgestellt. Durch taktisch kluges Verschieben von einer, zwei oder drei eigenen Kugeln muss versucht werden, die gegnerischen Kugeln vom Spielfeld zu verdrängen. Hat man sechs gegnerische Kugeln aus dem Spielfeld geworfen, hat man gewonnen.

### Grundstellung

Startaufstellung

Eröffnung durch Schwarz

Zweiter Zug durch Weiß

Verschiedenste Grundstellungen sind möglich. Zumeist wird die Standard-Grundstellung zu Beginn gespielt, da sie zu weniger komplexen Stellungen führt. In der Standard-Grundstellung liegen sich jeweils 14 Kugeln der Spieler gegenüber. In der ersten Reihe stehen fünf Kugeln, in der zweiten Reihe sechs Kugeln und in der Mitte der dritten Reihe drei Kugeln. Die Spieler sind abwechselnd an der Reihe, wobei Schwarz stets beginnt.
Auf diesen Bildern wird deutlich, dass beide Spieler von Beginn an das Ziel verfolgen, Druck auf das Zentrum auszuüben und dieses mit möglichst vielen Kugeln zu besetzen: Beide Spieler ziehen mit jeweils drei Kugeln in die Mitte des Brettes. Üblicherweise gelingt es dem Anziehenden, Schwarz, zunächst das zentrale Mittelfeld zu besetzen. Charakteristisch für das Standard-Spiel, vor allem in der Eröffnungsphase, ist das Blockspiel, wobei sich die beiden gegenüberstehenden Blöcke gegenseitig attackieren.

Belgian daisy

Seit dem 9. September 1999 wird die Abalone-Mind-Sport-Olympiade jedoch mit der Grundstellung „Belgian daisy“ durchgeführt. Diese Grundstellung führt zu komplexeren Stellungen. Die für die Standard-Grundstellung typische Block-Stellung in und nach der Eröffnung ist hier nicht möglich und eine defensive Spielweise nicht erfolgreich. Außerdem gelingt es Schwarz nicht, wie in der Standard-Aufstellung, das zentrale Mittelfeld in drei Zügen relativ stabil zu besetzen.
Auf dem „Netabalone server“ werden neben Belgian daisy und Standard auch andere Grundstellungen (German daisy, Dutch daisy, Swiss daisy, Alien, Fujiyama, Snakes variant, Infiltration, Domination etc.) gespielt.

### Züge
Man kann die Kugeln in alle sechs direkt angrenzenden Lücken schieben. Es ist möglich, eine, zwei oder drei Kugeln zu bewegen, solange die Kugeln in eine Richtung (auch diagonal) bewegt werden und alle angrenzenden Lücken frei sind. Pro Spielzug ist nur eine Bewegung um eine Lücke erlaubt.

### Schieben gegnerischer Kugeln

Sumito-Stellungen

Nach einem Sumito-Zug

Ist das Feld durch eine gegnerische Kugel besetzt, kann diese nur durch mehrere eigene Kugeln in einer Linie von dort verdrängt werden, wenn sich dahinter ein freies Feld befindet oder die gegnerische Kugel über den Rand bewegt wird. Dieses wird Sumito genannt. Es gibt drei verschiedene Sumitos:
- 2-1 Sumito: zwei eigene Kugeln schieben eine gegnerische Kugel
- 3-1 Sumito: drei eigene Kugeln schieben eine gegnerische Kugel
- 3-2 Sumito: drei eigene Kugeln schieben zwei gegnerische Kugeln

Hat der Gegner drei oder mehr Kugeln in einer Reihe versammelt, so kann man diese nicht verschieben, ebenso zählen mehr als drei eigene Kugeln nicht, da man nur maximal drei Kugeln gleichzeitig schieben kann. Stehen sich gleich viele eigene und gegnerische Kugeln gegenüber, so spricht man von Remis.

### Ziel
Ziel des Spieles ist es möglichst viele gegnerische Kugeln über den Spielfeldrand zu schieben. Diese Kugeln sind dann aus dem Spiel. Wer zuerst sechs gegnerische Kugeln hinausgedrängt hat, hat gewonnen.

## Notation
Wie beim Schach gibt es auch bei Abalone ein Notationssystem für Züge. Hierbei werden die Querlinien mit Buchstaben von A bis I (Schwarze Grundlinie ist A) bezeichnet und die Diagonalen von 1 bis 9 (Linke Schwarze Diagonale ist 1).
```
      I  O O O O O
     H  O O O O O O
    G  · · O O O · ·
   F  · · · · · · · ·
  E  · · · · · · · · ·
   D  · · · · · · · · 9
    C  · · X X X · · 8
     B  X X X X X X 7
      A  X X X X X 6
          1 2 3 4 5

```

Ein Zug wird jeweils mit dem Anfangs- und Endpunkt des letzten schiebenden Steines bezeichnet. Ein Diagonaler Zug wird mit den Anfangspositionen der beiden äußersten Steine bezeichnet und mit der Endposition eines dieser beiden äußersten Steine (siehe oben „Eröffnung durch Schwarz“, „Zweiter Zug durch Weiß“).
Wird ein gegnerischer Stein hinausgedrängt, so wird dies mit einem Sternchen gekennzeichnet.

## Offizielle Abalone-Wettkämpfe

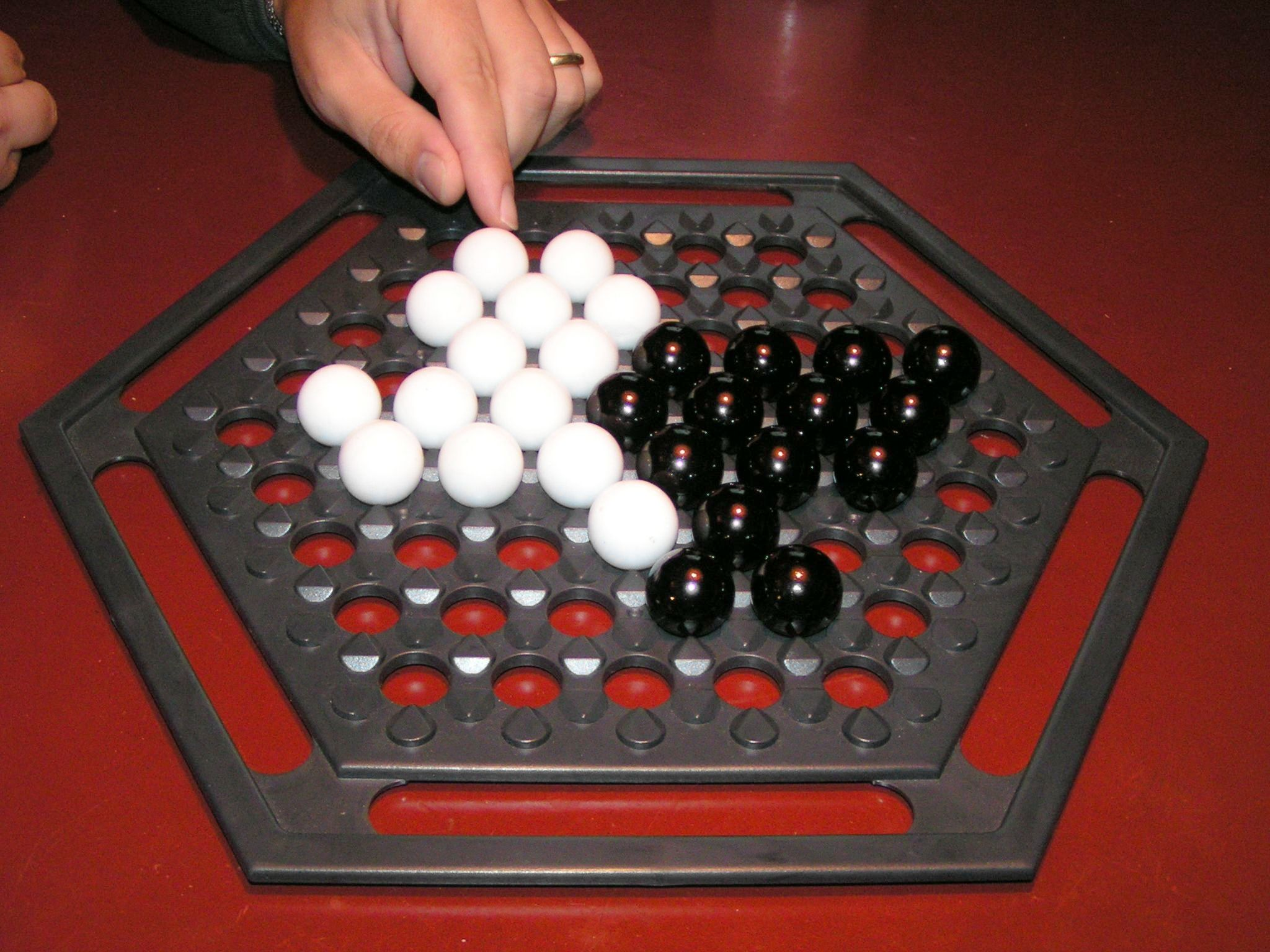
Typische Spielstellung

Die Abalone-Weltmeisterschaft ist Bestandteil der Denk-Sport-Olympiade; dort siegten:
| Jahr | Sieger            | Land        |
| ---- | ----------------- | ----------- |
| 1997 | Tastet, Marc      | Frankreich  |
| 1998 | Hrabal, Vojtěch   | Tschechien  |
| 1999 | Schnider, Gert    | Österreich  |
| 2000 | Schnider, Gert    | Österreich  |
| 2001 | Fenner, Thomas    | Deutschland |
| 2002 | Šťastna, Jan      | Tschechien  |
| 2003 | Nicolet, Stephane | Frankreich  |
| 2004 | Borello, Alex     | Frankreich  |
| 2005 | Pearce, David M.  | England     |
| 2006 | Šťastna, Jan      | Tschechien  |
| 2007 | Frochot, Vincent  | Frankreich  |
| 2008 | Šťastna, Jan      | Tschechien  |
| 2009 | Pearce, David M.  | England     |
| 2010 | Frochot, Vincent  | Frankreich  |
| 2011 | Frochot, Vincent  | Frankreich  |
| 2012 | Pearce, David M.  | England     |
| 2013 | Pearce, David M.  | England     |
| 2014 | Fiorini, Nicolas  | Frankreich  |
| 2015 | Frochot, Vincent  | Frankreich  |
| 2016 | Frochot, Vincent  | Frankreich  |
| 2017 | Frochot, Vincent  | Frankreich  |

Gert Schnider und Thomas Fenner nahmen an der Entwicklung des Programms Aba-Pro teil. Marc Tastet war 1992 Weltmeister im Othello.
Offizielle Wettkämpfe werden immer mit einer Uhr gespielt. Hier sind Zeitvorgaben von zehn Minuten pro Zug die Regel.
In Frankreich setzt sich die Fédération Française des Joueurs d’Abalone für eine Erhöhung der Spielkultur und der Wettkampfpraxis ein. Dort gibt es mittlerweile drei Abalone-Clubs.
Deren offizielle Turnierregeln besagen, dass die Turniere im Schweizer System zu spielen sind. Als Punkte für den Sieger werden die vom Spielfeld gedrängten gegnerischen Kugeln gewertet. Der Verlierer erhält null Punkte. Gibt es einen Gleichstand an Punkten, nachdem ein Spieler sein Zeitlimit erreicht hat, so kann sein Gegner einen Zeitbonus beantragen. Dieser berechnet sich aus seiner noch verbliebenen Zeit. Ist sie über zwei Minuten, erhält er einen Punkt, über drei Minuten zwei Punkte… über sieben Minuten, so erhält er sechs Punkte. Dieselbe Anzahl an Punkten wird dem Gegner abgezogen. Herrscht auch nach diesem Verfahren Gleichstand, so erhalten beide Spieler null Punkte.
Im Jahre 2003 wurde in Graz im Rahmen der 8. Computer Olympiade auch ein Abalone-Wettkampf ausgetragen, an welchem lediglich zwei Programme teilnahmen. Hier siegte das Programm „AbaPro“ (T. Werner, Gert Schnider) über das Programm „Nacre“ (P. Sommerlund).
Auf dem Netabalone-Server wurden mehrmals wöchentlich unterschiedliche Online-Turniere durchgeführt, die durch die i-Abalone-Gemeinschaft organisiert werden. Im Jahre 2008 wurde hier zum ersten Mal eine Weltmeisterschaft in einem doppelrundigen Rundenturnier und einem anschließenden Final-Turnier der besten zwei Spieler – Alex Borello und Pierre Alfaro – des Rundenturnieres ausgetragen. An dem doppelrundigen Rundenturnier hatten auch zwei Mind Sports Olympiade Abalone-Gewinner – Alex Borello (2004) und Vincent Frochot (2007) – teilgenommen.

## Varianten
Es gibt zahlreiche Spielvarianten. Neben mehreren Spielvarianten für zwei Spieler sind auch mehrfarbige Kugeln im Angebot, mit denen man mit bis zu sechs verschiedenen Spielern spielen kann. Ein strukturell ähnliches Spiel ist Akiba.